# 李允燮
李允燮（이윤섭，1979年7月30日—），出生于韩国忠清南道牙山市，是一名韩国足球运动员，场上司职中后卫。

## 简介
2002年，李允燮在庆熙大学毕业后通过选秀被蔚山现代选中，正式成为职业球员。
2006年，李允燮因服兵役原因自由转至军旅球队光州尚武効力2年，在兵役期满后回归母队蔚山现代。
2010年7月从韩国K联赛球队蔚山现代转会至中国球队青岛中能。曾在中超联赛青岛中能对阵杭州绿城时打进制胜一球。
2011年6月，中国球员二次转会大门开启，李允燮重返中国在中甲球队沈阳东进试训4天后正式与球队签约。